# Озимівська сільська рада
Ози́мівська сільська рада (рос. Озимовский сельский совет) — сільське поселення у складі Поспєлихинського району Алтайського краю Росії. Адміністративний центр та єдиний населений пункт — селище Озима.

## Населення
Населення — 669 осіб (2019; 770 в 2010, 947 у 2002).